# 2006 في تونس
فيما يلي قوائم الأحداث التي وقعت خلال عام 2006 في تونس.

## رياضة
- 1 يناير – تونس في كأس العالم 2006

## أفلام
من الأفلام التي صدرت هذه السنة في تونس:
- 1 يناير – آخر فيلم من إخراج نوري بوزيد.
- 1 يناير – التلفزة جاية من إخراج المنصف ذويب.
- 1 يناير – عرس الذيب من إخراج الجيلاني السعدي.
- 1 يناير – في أش أس كحلوشة من إخراج نجيب بلقاضي.

## وفيات

### فبراير
- 6 فبراير – البشير حمزة (مواليد 1920) طبيب تونسي.[1]

### أبريل
- 10 أبريل – محمد الفيتوري (مواليد 1925) سياسي تونسي.[2]

### يونيو
- 28 يونيو – محمود المستيري (مواليد 1929) سياسي تونسي.[3]

### يوليو
- 21 يوليو – الميداني بن صالح (مواليد 1929) شاعر تونسي.

### أغسطس
- 21 أغسطس – مصطفى الكامل (مواليد 1921) موسيقي تونسي.

### سبتمبر
- 19 سبتمبر – عبد الحميد بنعلجية (مواليد 1931) موزع تونسي.